# Хатидже-султан (дочь Ахмеда III)
Хатидже́-султа́н (тур. Hatice Sultan; осман. خدیجه سلطان‎; 27 сентября 1710, Стамбул — 1738, Стамбул) — дочь османского султана Ахмеда III и сестра султанов Мустафы III и Абдул-Хамида I.

## Биография

### Происхождение
Хатидже-султан родилась 27 сентября 1710 года в стамбульском дворце Топкапы. Она была дочерью султана Ахмеда III, но имя её матери неизвестно. В некоторых источниках в качестве её матери называют супругу султана Рукие-кадын.

### Взрослая жизнь
В 1724 году Хатидже-султан была обручена с Хафизом Ахмедом-пашой, сыном визиря Черкеса Османа-паши. Свадебные церемонии состоялись также у двух её сестёр Уммюгюльсюм-султан и Атике-султан. 20 февраля 1724 года подарки трёх женихов каждой дочери султана, в сопровождении свиты и вооружённых солдат, были перевезены из дворца великого визиря в Императорский дворец, где были заключены брачные контракты. 
6 марта приданое Хатидже-султан было перевезено из дворца Топкапы во дворец Киблели, в который 9 марта была перевезена и Хатидже-султан. Этот брак был бездетным и в 1730 году Хатидже-султан овдовела, когда Хафиз Ахмед-паша был убит во время восстания Патрона Халиля. После его гибели Хатидже-султан вышла замуж за некоего Халиля-агу, но дата заключения брака неизвестна. У супругов был один сын Сулейман Иззи-эфенди (ум. 1755).

### Смерть
Хатидже-султан скончалась в 1738 году в очень молодом возрасте – на момент смерти ей было 27 или 28 лет. Она была похоронена в тюрбе Новой мечети.

## Благотворительность
В 1728 и 1729 году по приказу Хатидже-султан были построены в Ускюдаре два фонтана.